# Petite rivière Missisicabi
Petite rivière Missisicabi är ett vattendrag i Kanada.   Det ligger i provinsen Québec, i den östra delen av landet, 700 km norr om huvudstaden Ottawa.
Trakten runt Petite rivière Missisicabi består i huvudsak av gräsmarker. Trakten runt Petite rivière Missisicabi är nära nog obefolkad, med mindre än två invånare per kvadratkilometer.